# Białoruś na Zimowych Igrzyskach Olimpijskich 1998
Białoruś na Zimowych Igrzyskach Olimpijskich 1998 reprezentowało 59 zawodników.

## Zdobyte medale
| Medal | Zawodnik             | Dyscyplina          | Konkurencja        |
| ----- | -------------------- | ------------------- | ------------------ |
| Brąz  | Dzmitryj Daszczynski | Narciarstwo dowolne | skoki akrobatyczne |
| Brąz  | Alaksiej Ajdarau     | Biathlon            | 20 km              |

## Skład kadry

### Biathlon
Mężczyźni
| Zawodnik                                                      | Konkurencja         | czas biegu | Kary | Łączny czas | Pozycja |
| ------------------------------------------------------------- | ------------------- | ---------- | ---- | ----------- | ------- |
| Oleg Ryżenkow                                                 | Bieg na 10 km       | 29:38,2    | 2    | 29:38,2     | 27.     |
| Alaksiej Ajdarau                                              | Bieg na 10 km       | 30:12,3    | 2    | 30:12,3     | 37.     |
| Wadim Saszurin                                                | Bieg na 10 km       | 30:34,0    | 1    | 30:34,0     | 46.     |
| Aleksandr Popow                                               | Bieg na 10 km       | 30:53,0    | 2    | 30:53,0     | 55.     |
| Alaksiej Ajdarau                                              | Bieg na 20 km       | 55:46,5    | 1:00 | 56:46,5     | brąz    |
| Oleg Ryżenkow                                                 | Bieg na 20 km       | 56:31,3    | 2:00 | 58:31,3     | 9.      |
| Wadim Saszurin                                                | Bieg na 20 km       | 57:08,6    | 2:00 | 59:08,6     | 13.     |
| Aleksandr Popow                                               | Bieg na 20 km       | 57:39,6    | 3:   | 1:00:39,6   | 29.     |
| Alaksiej Ajdarau Oleg Ryżenkow Aleksandr Popow Wadim Saszurin | Sztafeta 4 × 7,5 km | 1:23:14,0  | 0    | 1:23:14,0   | 4.      |

Kobiety
| Zawodnik                                                             | Konkurencja         | czas biegu | Kary | Łączny czas | Pozycja |
| -------------------------------------------------------------------- | ------------------- | ---------- | ---- | ----------- | ------- |
| Iryna Tananajko                                                      | Bieg na 7,5 km      | 24:42,5    | 0    | 24:42,5     | 22.     |
| Swietłana Paramygina                                                 | Bieg na 7,5 km      | 24:50,0    | 2    | 24:50,0     | 24.     |
| Natalja Moroz                                                        | Bieg na 7,5 km      | 25:04,7    | 0    | 25:04,7     | 28.     |
| Natalja Ryżenkowa                                                    | Bieg na 7,5 km      | 26:10,5    | 4    | 26:10,5     | 52.     |
| Swietłana Paramygina                                                 | Bieg na 15 km       | 54:53,4    | 2:00 | 56:53,4     | 12.     |
| Natalja Ryżenkowa                                                    | Bieg na 15 km       | 55:03,5    | 3:00 | 55:03,5     | 19.     |
| Iryna Tananajko                                                      | Bieg na 15 km       | 57:25,4    | 1:00 | 58:25,4     | 22.     |
| Natalja Piermiakowa                                                  | Bieg na 15 km       | 58:33,5    | 3:00 | 1:01:33,5   | 41.     |
| Iryna Tananajko Natalja Ryżenkowa Natalja Moroz Swietłana Paramygina | Sztafeta 4 × 7,5 km | 1:45:24,0  | 0    | 1:45:24,0   | 12.     |

### Biegi narciarskie
Mężczyźni
| Zawodnik                                                                       | Konkurencja        | czas                     | Pozycja                  |
| ------------------------------------------------------------------------------ | ------------------ | ------------------------ | ------------------------ |
| Alaksandr Sannikau                                                             | Bieg na 10 km      | 29:54,7                  | 39.                      |
| Alaksiej Triehubau                                                             | Bieg na 10 km      | 31:43,9                  | 70.                      |
| Mikałaj Siemienjako                                                            | Bieg na 10 km      | 31:54,5                  | 73.                      |
| Siarhiej Dalidowicz                                                            | Bieg na 10 km      | Nie ukończył konkurencji | Nie ukończył konkurencji |
| Alaksiej Triehubau                                                             | Bieg na 30 km      | 1:40:05,9                | 18.                      |
| Siarhiej Dalidowicz                                                            | Bieg na 30 km      | 1:42:18,7                | 36.                      |
| Alaksandr Sannikau                                                             | Bieg na 30 km      | 1:42:48,0                | 40.                      |
| Mikałaj Siemienjako                                                            | Bieg na 30 km      | 1:47:32,5                | 54.                      |
| Alaksandr Sannikau                                                             | Bieg na 50 km      | 2:16:34,4                | 27.                      |
| Siarhiej Dalidowicz                                                            | Bieg na 50 km      | 2:17:07,5                | 31.                      |
| Wiaczasłau Płaksunou                                                           | Bieg na 50 km      | Nie ukończył biegu       | Nie ukończył biegu       |
| Nikołaj Siemieniako                                                            | Bieg na 50 km      | Nie ukończył biegu       | Nie ukończył biegu       |
| Alaksandr Sannikau                                                             | Bieg łączony       | 40:30,4                  | 26.                      |
| Mikałaj Siemienjako                                                            | Bieg łączony       | 45:01,3                  | 60.                      |
| Alaksiej Triehubau                                                             | Bieg łączony       | Nie ukończył biegu       | Nie ukończył biegu       |
| Siarhiej Dalidowicz Alaksiej Triehubau Alaksandr Sannikau Wiaczasłau Płaksunou | Sztafeta 4 × 10 km | 1:45:15,3                | 14.                      |

Kobiety
| Zawodnik                                                              | Konkurencja       | czas      | Pozycja |
| --------------------------------------------------------------------- | ----------------- | --------- | ------- |
| Alena Sinkiewicz                                                      | Bieg na 5 km      | 18:50,2   | 23.     |
| Swiatłana Kamocka                                                     | Bieg na 5 km      | 19:32,7   | 48.     |
| Iryna Skripnik                                                        | Bieg na 5 km      | 19:44,2   | 55.     |
| Ludmiła Karolik                                                       | Bieg na 5 km      | 20:17,9   | 63.     |
| Alena Sinkiewicz                                                      | Bieg na 15 km     | 49:20,8   | 15.     |
| Swiatłana Kamocka                                                     | Bieg na 15 km     | 51:59,0   | 39.     |
| Kaciaryna Antoniuk                                                    | Bieg na 15 km     | 52:24,5   | 42.     |
| Iryna Skripnik                                                        | Bieg na 15 km     | 52:26,2   | 43.     |
| Alena Sinkiewicz                                                      | Bieg na 30 km     | 1:27:15,3 | 12.     |
| Swiatłana Kamocka                                                     | Bieg na 30 km     | 1:33:51,6 | 42.     |
| Ludmiła Karolik                                                       | Bieg na 30 km     | 1:34:07,5 | 44.     |
| Iryna Skripnik                                                        | Bieg na 30 km     | 1:34:38,4 | 47.     |
| Alena Sinkiewicz                                                      | Bieg łączony      | 48:19,5   | 21.     |
| Swiatłana Kamocka                                                     | Bieg łączony      | 50:48,2   | 47.     |
| Iryna Skripnik                                                        | Bieg łączony      | 51:52,8   | 55.     |
| Ludmiła Karolik                                                       | Bieg łączony      | 52:32,4   | 58.     |
| Swiatłana Kamocka Kaciaryna Antoniuk Alena Sinkiewicz Ludmiła Karolik | Sztafeta 4 × 5 km | 59:56,9   | 14.     |

### Hokej na lodzie

#### Turniej mężczyzn
Reprezentacja mężczyzn
| - Aleksandr Aleksiejew - Alaksandr Andryjeuski - Aleh Antonienka - Wadim Biekbułatow - Aleh Chmyl - Uładzimir Cypłakou - Aleksandr Gałczeniuk - Siergiej Jerkowicz - Alaksiej Kalużny - Wiktar Karaczun - Andrej Kawalou |  | - Aleksiej Loszkin - Igor Matuszkin - Andriej Miezin - Wasilij Pankow - Aleh Ramanau - Jewgienij Roszczin - Rusłan Salej - Alaksandr Szumidub - Andrej Skabiełka - Siergiej Stas - Eduard Zankawiec - Alaksandr Żuryk |

Reprezentacja Białorusi brała udział w rozgrywkach grupy B w rundzie kwalifikacyjnej, w której zajęła 1. miejsce i awansowała do dalszych rozgrywek. W pierwszej rundzie reprezentacja Białorusi brała udział w rozgrywkach grupy C w której zajęła 4. miejsce i w ćwierćfinale spotkała się z reprezentacją Rosji, której uległa 1:4. Ostatecznie reprezentacja Białorusi zajęła 7. miejsce w turnieju.

#### Runda kwalifikacyjna
Grupa B
| Drużyna  | M | Mecze | Mecze | Mecze | Bramki | Bramki | Bramki | Pkt |
| Drużyna  | M | W     | R     | P     | +      | –      | +/-    | Pkt |
| -------- | - | ----- | ----- | ----- | ------ | ------ | ------ | --- |
| Białoruś | 3 | 2     | 1     | 0     | 14     | 4      | +10    | 5   |
| Niemcy   | 3 | 2     | 0     | 1     | 7      | 9      | -2     | 4   |
| Francja  | 3 | 1     | 0     | 2     | 5      | 8      | -3     | 2   |
| Japonia  | 3 | 0     | 1     | 2     | 5      | 10     | -5     | 1   |

Wyniki
| 7 lutego 1998 | Francja | 0:4 | Białoruś | Aqua Wing Arena |

|  |  | (0:1, 0:1, 0:2) |  | Widzów: 3419 |

| 9 lutego 1998 | Niemcy | 2:8 | Białoruś | The Big Hat |

|  |  | (0:2, 2:3, 0:3) |  | Widzów: 8063 |

| 10 lutego 1998 | Japonia | 2:2 | Białoruś | The Big Hat |

|  |  | (1:1, 1:1, 0:0) |  | Widzów: 3659 |

#### Runda pierwsza
Grupa C
| Drużyna           | M | Mecze | Mecze | Mecze | Bramki | Bramki | Bramki | Pkt |
| Drużyna           | M | W     | R     | P     | +      | –      | +/-    | Pkt |
| ----------------- | - | ----- | ----- | ----- | ------ | ------ | ------ | --- |
| Kanada            | 3 | 3     | 0     | 0     | 12     | 3      | +9     | 6   |
| Szwecja           | 3 | 2     | 0     | 1     | 11     | 7      | +4     | 4   |
| Stany Zjednoczone | 3 | 1     | 0     | 2     | 8      | 10     | -2     | 2   |
| Białoruś          | 3 | 0     | 0     | 3     | 4      | 15     | -11    | 0   |

Wyniki
| 13 lutego 1998 | Kanada | 5:0 | Białoruś | The Big Hat |

|  |  | (2:0, 2:0, 1:0) |  | Widzów: 9960 |

| 14 lutego 1998 | Stany Zjednoczone | 5:2 | Białoruś | The Big Hat |

|  |  | (2:1, 1:0, 2:1) |  | Widzów: 9975 |

| 16 lutego 1998 | Szwecja | 5:2 | Białoruś | Aqua Wing Arena |

|  |  | (2:0, 1:1, 2:1) |  | Widzów: 4235 |

#### Ćwierćfinał
| 18 lutego 1998 | Rosja | 4:1 | Białoruś | Aqua Wing Arena |

|  |  | (1:0, 1:0, 2:0) |  | Widzów: 4528 |

### Kombinacja norweska
Mężczyźni
| Zawodnik              | Konkurencja   | Skoki narciarskie | Skoki narciarskie | Skoki narciarskie | Skoki narciarskie | Skoki narciarskie | Skoki narciarskie | Bieg narciarski | Bieg narciarski | Strata   | Pozycja |
| Zawodnik              | Konkurencja   | Skok 1            | Nota              | Skok 2            | Nota              | Punkty            | Pozycja           | Czas biegu      | Pozycja         | Strata   | Pozycja |
| --------------------- | ------------- | ----------------- | ----------------- | ----------------- | ----------------- | ----------------- | ----------------- | --------------- | --------------- | -------- | ------- |
| Konstantin Kalinowski | Indywidualnie | 76,5              | 85,5              | 81,5              | 95,5              | 181,0             | 45.               | 43:38,2         | 35.             | + 8:17,1 | 42.     |
| Siarhiej Zacharanka   | Indywidualnie | 70,5              | 73,0              | 75,5              | 85,0              | 158,0             | 48.               | 42:54,2         | 31.             | + 9:51,1 | 43.     |

### Łyżwiarstwo figurowe
| Zawodnik                      | Konkurencja     | Nota | Pozycja |
| ----------------------------- | --------------- | ---- | ------- |
| Tatjana Nawka Nikołaj Morozow | Tańce na lodzie | 32,0 | 16.     |

### Łyżwiarstwo szybkie
Mężczyźni
| Zawodnik           | Konkurencja    | Konkurencja    |
| Zawodnik           | Bieg na 5000 m | Bieg na 5000 m |
| Zawodnik           | Czas           | Miejsce        |
| ------------------ | -------------- | -------------- |
| Witalij Nowiczenko | 7:19,76        | 32.            |

Kobiety
| Zawodnik                | Konkurencja   | Konkurencja   | Konkurencja   | Konkurencja   | Konkurencja   | Konkurencja   | Konkurencja    | Konkurencja    | Konkurencja    | Konkurencja    |
| Zawodnik                | Bieg na 500 m | Bieg na 500 m | Bieg na 500 m | Bieg na 500 m | Bieg na 500 m | Bieg na 500 m | Bieg na 1000 m | Bieg na 1000 m | Bieg na 3000 m | Bieg na 3000 m |
| Zawodnik                | Bieg 1        | Bieg 1        | Bieg 2        | Bieg 2        | Łączny czas   | Miejsce       | Bieg na 1000 m | Bieg na 1000 m | Bieg na 3000 m | Bieg na 3000 m |
| Zawodnik                | Czas          | Miejsce       | Czas          | Miejsce       | Łączny czas   | Miejsce       | Czas           | Miejsce        | Czas           | Miejsce        |
| ----------------------- | ------------- | ------------- | ------------- | ------------- | ------------- | ------------- | -------------- | -------------- | -------------- | -------------- |
| Anżalika Kaciuha        | 39,76         | 17.           | 39,85         | 18.           | 79,61         | 16.           | 1:21,35        | 25.            |                |                |
| Ludmiła Kostiukiewicz   | 41,00         | 32.           | 41,43         | 34.           | 82,43         | 31.           | 1:22,58        | 34.            |                |                |
| Swiatłana Czepiałnikawa |               |               |               |               |               |               |                |                | 4:36,97        | 29.            |

### Narciarstwo alpejskie
Mężczyźni
| Zawodnik   | Konkurencja | Konkurencja |
| Zawodnik   | Supergigant | Supergigant |
| Zawodnik   | Czas        | Pozycja     |
| ---------- | ----------- | ----------- |
| Igar Judin | 1:45,92     | 36.         |

### Narciarstwo dowolne
Mężczyźni
| Dzmitryj Daszczynski | Skoki akrobatyczne | 118,66 | 130,38 | 249,04 | 1.  | 118,86        | 121,93        | 240,79        | brąz          |
| Alaksiej Hryszyn     | Skoki akrobatyczne | 108,49 | 109,35 | 217,84 | 9.  | 100,84        | 120,15        | 220,99        | 8.            |
| Wasilij Worobiow     | Skoki akrobatyczne | 113,03 | 86,26  | 199,29 | 13. | Nie awansował | Nie awansował | Nie awansował | Nie awansował |
| Aleksandr Tkaczenko  | Skoki akrobatyczne | 88,35  | 90,11  | 178,46 | 18. | Nie awansował | Nie awansował | Nie awansował | Nie awansował |

| Aleh Kulaszou | Jazda po muldach | 11,13 | 29. | Nie awansował | Nie awansował |

Kobiety
| Julia Milko-Chememontes | Jazda po muldach | 20,20 | 19. | Nie awansowała | Nie awansowała |

### Skoki narciarskie
Mężczyźni
| Konkurencja            | Skoczek             | Skok 1    | Skok 1 | Skok 2                    | Skok 2                    | Nota | Pozycja |
| Konkurencja            | Skoczek             | odległość | Nota   | odległość                 | Nota                      | Nota | Pozycja |
| ---------------------- | ------------------- | --------- | ------ | ------------------------- | ------------------------- | ---- | ------- |
| Skocznia normalna K-90 | Alaksiej Szybko     | 74,0      | 80,0   | Nie awansował do 2. serii | Nie awansował do 2. serii | 80,0 | 40.     |
| Skocznia normalna K-90 | Alaksandr Siniauski | 70,0      | 71,5   | Nie awansował do 2. serii | Nie awansował do 2. serii | 71,5 | 50.     |
| Skocznia duża K-120    | Alaksandr Siniauski | 109,0     | 94,2   | Nie awansował do 2. serii | Nie awansował do 2. serii | 94,2 | 32.     |
| Skocznia duża K-120    | Alaksiej Szybko     | 94,5      | 65,1   | Nie awansował do 2.serii  | Nie awansował do 2.serii  | 65,1 | 55.     |